# آتن (کالیفرنیا)
آتن (به انگلیسی: Athens) یک منطقهٔ مسکونی در ایالات متحده آمریکا است که در شهرستان لس آنجلس، کالیفرنیا واقع شده‌است. آتن ۵۲ متر بالاتر از سطح دریا قرار دارد.